# Odynerus sheffieldi
Odynerus sheffieldi är en stekelart som beskrevs av Edmund Meade-Waldo.
Odynerus sheffieldi ingår i släktet lergetingar och familjen Eumenidae.

## Underarter
Arten delas in i följande underarter:
- Odynerus sheffieldi marginifasciatus
- Odynerus sheffieldis tridotatus
- Odynerus sheffieldi citreobimaculatus
- Odynerus sheffieldis perarduus
- Odynerus sheffieldi imperialis
- Odynerus sheffieldi cyclops